# Aeonium gorgoneum
Aeonium gorgoneum là một loài thực vật có hoa trong họ Crassulaceae. Loài này được J.A.Schmidt miêu tả khoa học đầu tiên năm 1852.